# Fistulobalanus sumbawaensis
Fistulobalanus sumbawaensis is een zeepokkensoort uit de familie van de Balanidae. De wetenschappelijke naam van de soort is voor het eerst geldig gepubliceerd in 2005 door Romanus Edy Prabowo en Toshiyuki Yamaguchi.